# Estelle Maskame
Estelle Maskame, née le 18 juin 1997 à Peterhead, est une femme de lettres écossaise, auteure de romans pour adolescents. 

## Biographie
Elle a commencé a écrire ses brouillons sur Wattpad pour voir la réaction de la communauté avant de publier ses livres. Elle préférait que des inconnus lisent ses écrits que ses proches «J’avais trop peur de montrer ce que je faisais à mes amis ou ma famille, alors j’ai mis mes histoires en ligne pour que des inconnus puissent les lire »
À l'age de 21 ans, elle a déjà publié 8 livres. Elle va sortir un nouveau livre en août 2019, The Wrong Side of Kai.
Elle a écrit une célèbre trilogie, D.I.M.I.L.Y (Did I Mention I Love You), qui l'a rendue célèbre. Elle a commencé à l'écrire à l'âge de 13 ans, l'a terminée à 16 ans, et l'a publiée à 18 ans. Cette trilogie a eu un grand succès auprès des jeunes adolescents et s'est vendue par milliers. D.I.M.I.L.Y est alors devenu un best-seller. Les droits ont été vendus dans 16 pays différents. En France plus de 165 000 exemplaires ont été vendus. 
Sa maison d'édition est Black & White Publishing.
D.I.M.I.L.Y parle d'une fille, Eden Munro qui vient vivre chez son père pendant les vacances d'été à Los Angeles. Elle va rencontrer sa famille recomposée, dont ses 3 demi-frères dont le plus vieux est Tyler. Elle va  tomber amoureuse de son demi-frère Tyler. Cette trilogie va suivre ces deux personnages pendant qu'ils essaient de vivre cette situation. Ils ont peur d'être découverts et jugés. Tout au long nous allons suivre ces personnages, les voir évoluer et faire face à des choix difficiles. 
Elle a remporté un prix : The Young Scot Arts Award, en 2016.

### SagaD.I.M.I.L.Y
1. Did I Mention I Love You?, PKJ, 2016 ((en) Did I Mention I Love You?, 2015)
2. Did I Mention I Need You?, PKJ, 2016 ((en) Did I Mention I Need You?, 2015)
3. Did I Mention I Miss You?, PKJ, 2017 ((en) Did I Mention I Miss You?, 2016)
4. Just Don't Mention It, PKJ, 2019 ((en) Just Don't Mention It, 2018)

- Did I Mention It's 10 Years Later?, PKJ, 2020 ((en) Did I Mention It's 10 Years Later? Anniversary Bonus Chapter, 2019)Chapitre supplémentaire.

#### Saga Somebody Like You
1. Somebody Like You, PKJ, 2021 ((en) Becoming Mila, 2021)
2. Someone For You, PKJ, 2022 ((en) Trusting Blake, 2021)
3. Nobody Like You, PKJ, 2023 ((en) The Making Of Mila And Blake, 2022)

### Romans indépendants
- Sur le fil, PKJ, 2018 ((en) Dare to Fall, 2017)
- Sweet Revenge, PKJ, 2020 ((en) The Wrong Side of Kai, 2019)